# Villa 26
La Villa 26, también conocida como Villa Riachuelo (no confundir con el barrio homónimo), fue una villa de emergencia ubicada al margen del Riachuelo, en el barrio de Barracas, Buenos Aires, Argentina. Fue erradicada por la Acumar, entre 2014 y 2019.
Según el censo del Instituto de Vivienda de la Ciudad de Buenos Aires (IVC) llevado a cabo en 2005, habitaban en ella 597 personas.

## Límites
Calle Perdriel (oeste), Paredón paralelo a la calle Pedro de Luján (norte), Riachuelo (este), Puente Bosch (sur).
El espacio en el que se encontraba tenía alrededor de 300 metros de extensión lineal a orillas del Riachuelo, y apenas 30 metros de ancho.

## Servicios
Según datos del IVC del año 2006, el 83% de los habitantes de sus habitantes poseía agua que recibía por cañería, el 91,2% recibía el agua de la red pública, mientras el 90,5% de los desagües de inodoros desembocaban también en la red pública.
Poseía un comedor llamado Los ángeles que también oficiaba de refugio.

## Reubicación
En abril de 2010, los habitantes de la villa fueron informados sobre su futuro desalojo. Sin embargo, la polémica se generó por el incumplimiento del Gobierno de la Ciudad en el proyecto de trasladarlos a los edificios antes mencionados. El juez Roberto Gallardo firmó amparos para evitar el desalojo de un total de 1200 familias de las villas 26, 21-24 y otros asentamientos en Nueva Pompeya.
Entre 2014 y 2019 sus habitantes fueron relocalizados dejando atrás las casillas ruinosas y expuestas a la contaminación del Riachuelo para ser propietarios de nuevas viviendas en complejos de Barracas y Parque Avellaneda. Firmaron un compromiso de afrontar un crédito hipotecario con cuotas adecuadas a las posibilidades económicas de cada uno. En el lugar actualmente hay senderos, parques y calles.